# Waterville (Maine)
Pour les articles homonymes, voir Waterville.
Waterville est une ville du comté de Kennebec, dans le Maine, aux États-Unis.

## Géographie
Watterville est située dans le sud-ouest du Maine, sur la rive gauche de la rivière Kennebec, à 37 km au nord-est d'Augusta, la capitale de l'État.

## Histoire

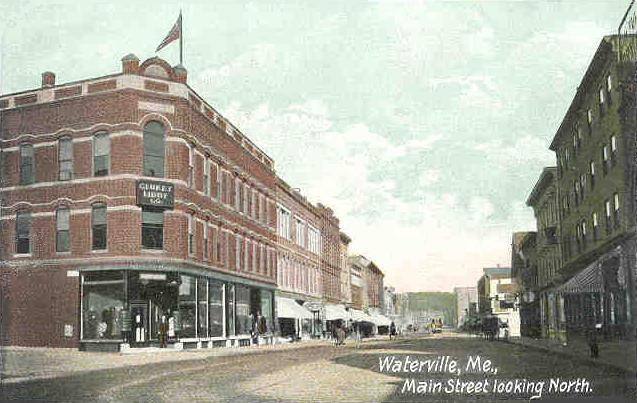
Le centre-ville de Watterville en 1911.

Ce territoire qui est maintenant la ville de Waterville, fut jadis habitée par la tribu Canibas de la nation Abénaqui. Le village abénaqui fut appelé Taconnet d'après leur chef Taconnet. Le village était localisé à Winslow, qui fait maintenant Waterville, sur le côté est de la rivière Kennebec au confluent de la rivière Sébasticook. Connu sous le nom de  Ticonic par les colons anglais, le village fut rasé et incendié en 1692 durant la Première guerre intercoloniale, après quoi les Canibas durent abandonner leur territoire. Le Fort Halifax fut construit par le général John Winslow en 1754, et la dernière bataille avec les amérindiens se déroula le 18 mai 1757.

## Démographie
| Groupe            | Waterville | Maine | États-Unis |
| ----------------- | ---------- | ----- | ---------- |
| Blancs            | 93,9       | 95,2  | 72,4       |
| Métis             | 2,4        | 1,6   | 2,9        |
| Asiatiques        | 1,2        | 1,0   | 4,8        |
| Afro-Américains   | 1,1        | 1,2   | 12,6       |
| Autres            | 0,8        | 0,4   | 6,4        |
| Amérindiens       | 0,6        | 0,7   | 0,9        |
| Total             | 100        | 100   | 100        |
|                   |            |       |            |
| Latino-Américains | 2,4        | 1,3   | 16,7       |

Selon l'American Community Survey, pour la période 2011-2015, 91,40 % de la population âgée de plus de 5 ans déclare parler l'anglais à la maison, 3,70 % déclare parler le français, 1,64 % l'espagnol, 0,99 % une langue chinoise et 2,27 % une autre langue.

## Personnalités liées à Waterville
- David Edward Kelley, producteur de télévision
- David Lemoine (en), trésorier du Maine
- Paul LePage, maire de Waterville, 74e gouverneur de l'État du Maine
- George J. Mitchell, sénateur américain
- Edmund Muskie, sénateur américain; 64e gouverneur de l'État du Maine; candidat présidentiel en 1968
- Donald Pelotte, évêque catholique
- Bruce Poliquin, trésorier du Maine

## Événement
- Festival international du film du Maine (en) (Maine International Film Festival)